# ساندهيا مريدول
ساندهيا مريدول (بالإنجليزية: Sandhya Mridul)‏ وهي ممثلة أفلام ومسلسلات بوليوود هندية ولدت في يوم 28 مارس 1975 في مدينة مومباي في الهند مثلت في فلم بيج 3 وظهرت في مسلسل جهالاك ديكالا.

## روابط خارجية
- ساندهيا مريدول على موقع IMDb (الإنجليزية)
- ساندهيا مريدول على موقع ألو سيني (الفرنسية)
- ساندهيا مريدول على موقع أول موفي (الإنجليزية)
- ساندهيا مريدول على موقع قاعدة بيانات الفيلم (الإنجليزية)
- ساندهيا مريدول على موقع كينوبويسك (الروسية)